# WrestleMania (1985)
WrestleMania (cunoscută cronologic sub numele de WrestleMania I) a fost prima ediție WrestleMania organizată de World Wrestling Federation . A avut loc pe data de 31 martie 1985, la Madison Square Garden, New York.
Wrestlemania (1985) este primul eveniment pay-per-view al WWF. Există unele păreri conform cărora primul eveniment PPV al WWF a fost The Wrestling Classic, desfășurat în noiembrie 1985, dar în realitate WrestleMania a fost transmisă în unele zone ale Statelor Unite folosind acest sistem cu plată.
Prima ediție a WrestleMania s-a bucurat de un succes răsunător. Un rol important în promovarea evenimentului l-a avut postul de televiziune MTV, la gală participând diverse celebrități cum ar fi boxerul Muhammad Ali, Liberace și cântăreața Cyndi Lauper.

## Rezultate
- Tito Santana l-a învins pe The Executioner (4:50)
  - Santana a obținut victoria prin submission, aplicând un figure-four leglock.
- King Kong Bundy (însoțit de Jimmy Hart) l-a învins pe Special Delivery Jones (0:23)
  - Bundy l-a învins pe Jones prin pinfall, după aplicarea unui big splash și a unei avalanche.
  - WWE a anunțat că meciul a durat doar 9 secunde.
- Ricky Steamboat l-a învins pe Matt Borne (4:37)
  - Steamboat a obținut victoria prin pinfall, după un flying crossbody.
- David Sammartino (însoțit de Bruno Sammartino) s-a luptat cu Brutus Beefcake (însoțit de Johnny Valiant), meciul sfârșindu-se cu o dublă descalificare. (12:43)
  - După ce Sammartino și Beefcake au fost descalificați, Johnny Valiant l-a atacat pe David Sammartino în afara ringului, determinându-l pe Bruno Sammarino să intervină. Meciul s-a terminat cu o încăierare generală între cei patru.
- The Junkyard Dog l-a învins pe campionul intercontinental WWF Greg Valentine (însoțit de Jimmy Hart) prin countout (7:05)
  - Valentine l-a învins inițial pe JYD prin pinfall, sprijinindu-se de corzile ringului. Tito Santana l-a înștiințat pe arbitru de manevra neregulamentară și meciul a reînceput. Valentine a părăsit meciul, astfel că JYD a câștigat prin countout, dar nu a reușit să devină campion intercontinental.
- Nikolai Volkoff și The Iron Sheik (însoțit de Classy Freddie Blassie) a învins echipa The US Express, formată din Mike Rotundo și Barry Windham (însoțit de Lou Albano), câștigând titlul WWF Tag Team Championship (6:55)
  - Volkoff l-a învins prin pinfall pe Windham, după ce Sheik l-a lovit pe Windham cu bastonul lui Blassie.
- André the Giant l-a învins pe Big John Studd (însoțit de Bobby Heenan) într-un meci de tipul $15,000 Body Slam (5:53)
  - André the Giant a obținut victoria, aplicându-i lui Studd un body slam. După finalul meciului, André a început să arunce banii în public, spre disperarea lui Heenan, care a reușit până la urmă să recupereze sacul cu bani.
  - Meciul prevedea ca în cazul în care André nu reușea să-i aplice slam-ul lui Studd, trebuia să se retragă din wrestling.
- Wendi Richter (însoțită de Cyndi Lauper) a învins-o pe Leilani Kai (însoțită de The Fabulous Moolah), câștigând titlul WWF Women's Championship (6:12)
  - Richter a învins-o pe Kai, după ce a transformat flying bodypress-ul lui Kai într-un pin.
- Hulk Hogan și Mr. T (împreună cu Jimmy Snuka) i-au învins pe Roddy Piper și Paul Orndorff (împreună cu Cowboy Bob Orton), Muhammad Ali fiind arbitru special. (13:13)
  - Hogan a încheiat meciul printr-un pinfall,după ce Orton l-a lovit din greșeală pe Orndorff cu un baston.

## Alți participanți
| Comentatori - Jesse Ventura - Gorilla Monsoon Reporteri - "Mean" Gene Okerlund | Prezentatori - Howard Finkel - Billy Martin - prezentatorul main event-ului |

## De reținut
- Aceasta este singura ediție WrestleMania în care nu a existat un meci pentru titlul de campion WWF.
- Fontul folosit pentru logo-ul primei ediții WrestleMania a fost folosit și în cadrul edițiilor următoare, până la WrestleMania XV. Mai târziu s-a apelat din nou la el, pentru crearea logo-ului  WrestleMania 22.
- Printre celebritățile care au participat la prima ediței WrestleMania s-au numărat Billy Martin, Cyndi Lauper, Mr. T, Muhammad Ali, și Liberace acompaniat de trupa The Rockettes.